# Brent Stevens
Brent Stevens (Heusden-Zolder, 11 augustus 2003) is een Belgisch voetballer die sinds 2024 onder contract ligt bij KRC Genk.

## Carrière
Stevens ondertekende in de zomer van 2022 zijn eerste contract bij KRC Genk, de club waar hij op dat moment al tien jaar bij de jeugd speelde. Een jaar later trok hij transfervrij naar de Nederlandse eerstedivisionist MVV Maastricht, waar hij een van de doublures van zijn landgenoot Romain Matthys was. 
Op 5 juli 2024 kondigde Genk de terugkeer van Stevens aan: de 21-jarige doelman ondertekende een contract voor twee seizoenen met optie op een derde bij zijn ex-club. Genk communiceerde dat hij de voorbereiding op het seizoen 2024/25 zou beginnen bij Jong Genk. Daar maakte hij op 13 april 2025 uiteindelijk zijn profdebuut: op de voorlaatste speeldag van de reguliere competitie kreeg hij van trainer Johan Van Rumst zijn kans tegen RFC de Liège, een wedstrijd die Jong Genk met 3-1 verloor. Stevens, die net zijn vader had verloren, stopte in deze wedstrijd een strafschop.

## Clubstatistieken
| Seizoen         | Club            | Land               | Competitie      | Competitie | Competitie | Beker | Beker | Supercup | Supercup | Europees | Europees | Totaal | Totaal |
| Seizoen         | Club            | Land               | Competitie      | Wed.       | Dlp.       | Wed.  | Dlp.  | Wed.     | Dlp.     | Wed.     | Dlp.     | Wed.   | Dlp.   |
| --------------- | --------------- | ------------------ | --------------- | ---------- | ---------- | ----- | ----- | -------- | -------- | -------- | -------- | ------ | ------ |
| 2022/23         | Jong Genk       | Vlag van België    | Eerste klasse B | 0          | 0          | —     | —     | —        | —        | —        | —        | 0      | 0      |
| 2023/24         | MVV Maastricht  | Vlag van Nederland | Eerste divisie  | 0          | 0          | 0     | 0     | —        | —        | —        | —        | 0      | 0      |
| 2024/25         | Jong Genk       | Vlag van België    | Eerste klasse B | 1          | 0          | —     | —     | —        | —        | —        | —        | 1      | 0      |
| Carrière totaal | Carrière totaal | Carrière totaal    | Carrière totaal | 1          | 0          | 0     | 0     | 0        | 0        | 0        | 0        | 1      | 0      |

Bijgewerkt op 19 april 2025.
1 Van Crombrugge ·
2 Pierre ·
3 Mujaid ·
6 Smets ·
7 Bonsu Baah ·
8 Heynen  ·
9 Oh ·
11 Oyen ·
14 Sor ·
17 Hrošovský ·
18 Kayembe ·
19 Medina ·
20 Karetsas ·
21 Bangoura ·
22 Manguelle ·
23 Steuckers ·
24 Sattlberger ·
27 Nkuba ·
29 Mirisola ·
30 Ayumu ·
32 Adedeji-Sternberg ·
34 Palacios ·
38 Heymans ·
44 Kongolo ·
51 Brughmans ·
71 Stevens ·
77 El Ouahdi ·
99 Tolu ·
Coach: Fink
29 Mirisola ·
51 Brughmans ·
52 Da Costa ·
54 Onstein ·
55 Yoshinaga · 
56 De Wannemacker ·
57 Murenzi ·
58 Wamu · 
60 Lazar ·
62 Cauwel ·
65 Akpan ·
66 Bafdili ·
68 Rabhi ·
71 Stevens ·
72 Barry ·
73 Mbavu ·
74 Nuozzi ·
75 Caicedo ·
76 Driessen ·
78 Lukanic ·
79 Nzoko ·
80 Touré ·
82 Vliegen ·
84 Sarfo ·
86 Haroun · 
87 Yasuda ·
89 Kim ·
96 Coenen ·
Coach: Van Rumst